# Théorème d'impossibilité d'Arrow
 (janvier 2014).
Si vous disposez d'ouvrages ou d'articles de référence ou si vous connaissez des sites web de qualité traitant du thème abordé ici, merci de compléter l'article en donnant les références utiles à sa vérifiabilité et en les liant à la section « Notes et références ».

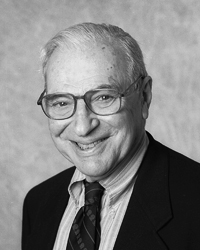
Portrait de Kenneth Arrow

Le théorème d'impossibilité d'Arrow, également appelé « paradoxe d'Arrow », du nom de son auteur l'économiste américain Kenneth Arrow, est une démonstration mathématique du paradoxe de Nicolas de Condorcet.
Supposons que chaque électeur ne puisse exprimer son opinion que de manière qualitative, en indiquant comment il classe les unes par rapport aux autres. Entre deux options, l'électeur indique celle qu'il préfère ou s'il est indifférent entre les deux, par contre il ne peut pas exprimer l'intensité de sa préférence. Dans ce cadre, il n'existe pas de processus de choix social indiscutable, qui permette d'exprimer une hiérarchie des préférences cohérente pour une collectivité à partir de l'agrégation des préférences individuelles exprimées par chacun des membres de cette même collectivité. Pour Condorcet, il n'existe pas de système simple assurant cette cohérence. Arrow tente de démontrer, sous réserve d'acceptation de ses hypothèses, qu'il n'existe pas du tout de système assurant la cohérence, hormis celui où le processus de choix social coïncide avec celui d'un seul individu, parfois surnommé dictateur, indépendamment du reste de la population.

## Origine

### Le précurseur: Nicolas de Condorcet
Nicolas de Condorcet énonce en 1785 dans son ouvrage Essai sur l’application de l’analyse à la probabilité des décisions rendues à la pluralité des voix le paradoxe de Condorcet, soit l'idée selon laquelle la définition d'une position commune à plusieurs votants se heurte à des difficultés logiques, notamment le non-respect de la règle de transitivité.

### L'auteur
Ce théorème est dû à Kenneth Arrow, lauréat 1972 du Prix de la Banque de Suède en sciences économiques en mémoire d'Alfred Nobel communément surnommé Prix Nobel d'économie, lequel l'a exposé dans sa thèse et l'a publié en 1951 dans son livre Choix social et valeurs individuelles (Social Choice and Individual Values).

### Préférences

#### Notion
Si un individu ayant des préférences classe une option A devant une option B, la présence d'une troisième option C toutes choses égales par ailleurs ne doit pas en principe intervertir cette préférence. On dit que cela manifeste la cohérence de son choix.

#### Formalisation
Pour les mathématiciens, ce que les économistes appellent « préférences » correspond à un préordre total. En particulier, ce peut être un ordre total (on parle alors de « préférences strictes » ).
De façon similaire, les « préférences » d'un individu correspondent à l'ordre qu'un individu établit entre des options qui s'offrent à lui. Ces préférences sont dites strictes lorsque l'individu ne classe jamais deux options ex æquo. Pour que la description de cette notion soit complète, on suppose que l'ordre qu'un individu établit entre les différentes options existantes n'est pas modifié par l'ajout d'options supplémentaires.
Un profil de préférences est le nom donné à un « groupe » de préférences individuelles. On nomme préférence sociale, ou collective, une relation de préférence définie au niveau social.

### Les problèmes
Il s'agit d'agréger un ensemble de préférences individuelles en une préférence collective, autrement dit un ensemble d'ordres individuels en un ordre social. Par définition l'ordre agrégé ne doit donc dépendre que des préférences individuelles, au sens donné plus haut à ce mot: l'intensité des préférences individuelles ne doit pas intervenir, ni la nature des objets classés, ni aucun critère extérieur.
Quelques exemples :
- Élection : différents candidats se présentent à une élection. Les électeurs ont des préférences quant aux candidats. À partir de ces préférences, on veut classer les candidats.
- Choix entre projets d'infrastructure : différents projets d'infrastructure sont présentés. Ces projets peuvent être classés selon différents critères (prix, durée des travaux et différents critères de qualité). Même si ces critères sont quantitatifs, on veut un classement global des différents projets qui ne repose que sur la manière dont les différents critères classent les différents projets.

On nomme fonction de choix social l'opération de passage des préférences individuelles vers une préférence collective.

## Énoncé simplifié
Le théorème d'Arrow est connu sous la forme suivante:
Pour au moins trois options de choix et deux individus, il n'existe pas de fonction de choix social satisfaisant toutes ces propriétés suivantes simultanément  :
1. Universalité, ou domaine non restreint (en) : la fonction de choix social doit être définie dans tous les cas de figure, c'est-à-dire déterminer toujours un choix collectif, quel que soit le profil de préférences de chaque individu.
2. Non-dictature : il n'existe aucun individu pour lequel la liste de ses choix personnels coïncide avec la fonction de choix social, indépendamment des préférences des autres ;
3. Unanimité (optimum de Pareto): lorsque tous les individus préfèrent une certaine option à une certaine autre, la fonction de choix social doit associer cette même préférence à la société.
4. Indépendance des options non pertinentes : le classement relatif de deux options ne doit dépendre que de leur position relative pour les individus et non du classement d'options tierces ; si l'on ne considère qu'un sous-ensemble d'options, la fonction ne doit pas aboutir à un autre classement de ce sous-ensemble.

Dans une autre version du théorème, l'unanimité peut être remplacée par les deux hypothèses suivantes :
1. Monotonie : un individu ne doit pas pouvoir faire diminuer le classement global d'une option en la classant plus haut.
2. Souveraineté : aucun choix social ne doit être impossible a priori.

Dans tous les cas, il y a classement des candidats et non notation de ceux-ci, ce qui va être l'une des causes d'instabilité, un candidat largement préféré à celui qui le suit par un électeur ne se distinguant pas dans son classement d'un candidat qu'il préfère faiblement à celui qui le suit.

## Principe de la démonstration et interprétation
La démonstration est très technique et repose sur plusieurs lemmes que l'on déduit de cas particuliers. Le plus souvent, on suppose l'existence d'une procédure de choix social vérifiant les conditions d'universalité, d'unanimité, et d'indifférence aux options non pertinentes, et l'on montre que cette procédure coïncide avec les choix d'un individu donné.
Plus précisément, désignons par X l'ensemble de la population. Une partie F de cette population est dite décisive, si la fonction de choix social donne comme résultat la liste des préférences des individus de la partie F, lorsque ceux-ci ont les mêmes préférences individuelles. On montre alors que l'ensemble de ces parties décisives F forme un ultrafiltre sur X. Lorsque X est fini, l'ultrafiltre est trivial, ce qui signifie qu'il existe parmi les éléments de l'ultrafiltre une partie décisive formée d'un seul individu x, et que toute partie F est décisive si et seulement si cette partie contient cet individu x. On montre enfin que la fonction de choix social coïncide avec les choix de x.
Ce théorème n'est pas un résultat positif : il ne permet pas d'illustration systématique, mais constate que pour des choix non-binaires, il y aura toujours des situations problématiques. Ainsi, une fonction de choix social qui présente les propriétés élémentaires énoncées plus haut sera souvent sensible aux options non-pertinentes. Remarquons néanmoins que nos propres choix sont parfois influencés eux aussi par des options non-pertinentes et que cela n'affecte pas dans le cas général notre efficacité.

## Relâchement des conditions
Si ce théorème ne gêne pas les partisans de régimes dictatoriaux (qui sont prêts à faire confiance à un « homme fort » pour mener raisonnablement le peuple) et gêne peu les libéraux (qui récusent l'idée de transformer des préférences individuelles en préférence collective), il est en revanche souvent utilisé[réf. nécessaire] contre les partisans de la démocratie (à tort rétorquent-ils, déjà car bon nombre de profils de préférences ne sont pas des préordres totaux dans la réalité — donc le théorème d'Arrow ne s'applique pas, mais surtout parce qu'on peut obtenir des fonctions de choix social satisfaisant des hypothèses proches dès qu'on s'autorise des comparaisons interpersonnelles. Cette section décrit ce qui peut être obtenu en relâchant les hypothèses du théorème tout en restant dans le cadre des préférences non-comparables. La section suivante revient sur la question de la comparabilité.
Les hypothèses de théorème d'Arrow sont-elles raisonnables? Oui, au sens qu'il serait raisonnable de les accepter. Non, au sens qu'il serait déraisonnable de les exiger : la plupart de ces propriétés ne sont ni basiques, ni élémentaires.
1. Domaine non restreint. On peut chercher à identifier des conditions suffisantes sur les ensembles de préférences individuelles pour que l'agrégation soit possible. Plusieurs de ces conditions ont été identifiées, la plus importante étant celle d'unimodalité, qui permet d'obtenir le théorème de l'électeur médian. Si les préférences individuelles se déduisent de la position des individus sur un axe gauche droite, alors la règle majoritaire satisfait aux autres conditions d'Arrow et est une méthode raisonnable d'agrégation des préférences ordinales[4].
2. Non-dictature. Cette condition ne peut guère être relaxée, cependant il est intéressant de considérer que chaque individu peut être un "dictateur partiel" dans sa "sphère privée". Voir le "paradoxe du parétien libéral" de Sen.
3. Unanimité. Cette condition appelée aussi "optimalité au sens de Pareto" peut être relaxée techniquement en jouant sur le traitement des indifférences, sans altérer profondément le résultat. Cependant cette hypothèse est discutable quant à sa pertinence empirique et théorique: plusieurs personnes peuvent être d'accord pour déclarer que A est préférable à B, mais le penser pour des raisons opposées. Dans ce cas d'unanimité fallacieuse, la condition ne se justifie pas. Sur ce point, voir les travaux de Philippe Mongin et la théorie de l'agrégation des jugements[5],[6].
4. Indépendance. Cette hypothèse est discutable en tant que description des choix réels. Nous ne la pratiquons d'ailleurs en général pas nous-mêmes dans nos choix individuels, faiblesse connue des vendeurs et exploitée par eux (méthodes dite du bait and switch - on appâte le chaland avec des produits à bas prix... puis on propose un autre article de 'meilleure' qualité à marge plus importante).[réf. nécessaire] Dans une optique normative, relacher cette hypothèse permet de définir, dans des contextes économiques donnés, des manières de contourner l'impossibilité arrovienne. Voir par exemple certains travaux de Marc Fleurbaey et François Maniquet[7].
5. Détermination. On peut tenter de contourner l'impossibilité en cherchant non pas une fonction de choix mais une correspondance de choix, c'est-à-dire en acceptant que le choix ne soit pas complètement résolu. Dans ce cadre on peut définir plusieurs correspondances de choix social basées sur le principe majoritaire[8] et en particulier le scrutin de Condorcet randomisé, qui résout les situations paradoxales par un choix aléatoire particulier [9],[10].

## Critiques des présupposés et alternatives
Comme toute théorie scientifique, le résultat d'Arrow repose sur des hypothèses, qui sont mathématiquement exprimées à l'intérieur d'un cadre formel particulier. Si les hypothèses ne sont pas vérifiées, le théorème ne s'applique pas.
Les écrits (Arrow, 1950, 1951) dans lesquels Arrow démontre son théorème ont pour sujet les fondements possibles d'une théorie économique du bien-être qui soit utilisable pour l'analyse économique mais se dispense des comparaisons interpersonnelles d'utilité, explicitement ou implicitement utilisées dans les approches utilitaristes ou de l'analyse coût-bénéfice.
Le cadre formel du théorème d'impossibilité est celui de pures préférences ordinales: l'intensité des préférences n'est pas prise en compte, ni la possible comparaison entre individus. Ne pas prendre en compte l'intensité des préférences permet de considérer celles-ci comme (indirectement) observables via les choix. C'est la « théorie des préférences révélées » : dire qu'un agent préfère A à B, c'est simplement dire que, entre A et B et toutes choses égales par ailleurs, il choisit A. Dans le cadre strictement arrovien, on ne peut pas exprimer par exemple que Jules préfère A à B, Jim préfère B à A mais que dans le passage de A à B, Jim perd plus que Jules ne gagne.
Arrow approfondit donc ce cadre de pensée pour démontrer qu'il rend impossible d'agréger « raisonnablement » de telles préférences.
Par exemple, en ce qui concerne le vote, les procédures autorisant les comparaisons interpersonnelles n'entrent pas dans le cadre du théorème, et K. Arrow s'est exprimé en faveur d'un vote par valeurs à trois ou quatre niveaux.
Ce retour à des variantes de l'utilitarisme est justifié par l'impossibilité arrovienne. Cette idée a donné naissance à la famille des votes par valeurs, comme le vote par approbation, le vote par notes, ou le jugement majoritaire, qui proposent de remplacer le classement des options par un jugement individualisé par option,,.
Avec ces approches, chaque option se retrouve affublée d'une mention soit binaire (approuve, rejette), soit numérique (sur une échelle fixée, par exemple -1, 0, 1) soit verbale (par exemple : très bien, bien, suffisant, pas suffisant, inacceptable, etc.). Ainsi, chaque électeur assigne un jugement pour chaque option. À la fin, l'agrégation se fait au niveau global, en calculant le jugement moyen (cas du vote par note) ou médian (cas du jugement majoritaire) pour chaque option. Ce jugement moyen ou médian est alors mis en comparaison au niveau global, déplaçant ainsi le classement des préférences à la dernière étape de calcul, et évite ainsi les paradoxes formalisés par le théorème d'impossibilité d'Arrow. En effet, le théorème d'Arrow formalise un paradoxe lors de l'agrégation de décisions, mais une décision sur une agrégation de jugements individualisés n'est pas affecté par ce théorème.
Ces méthodes ont fait l'objet d'expérimentations in situ par des institutions telles que lors des élections présidentielles françaises.

## Variante: le théorème de Gibbard-Satterthwaite
Alors que le théorème d'Arrow s'intéresse à la question de déterminer une fonction de choix social visant à dresser une liste de préférences collectives à partir des listes des préférences individuelles, une question plus fréquente consiste à choisir collectivement un unique élu à partir des préférences individuelles entre plusieurs candidats. Tel est l'objet du théorème de Gibbard-Satterthwaite. Celui-ci énonce le résultat suivant relatif à une procédure de désignation du gagnant à une élection :
- Chaque individu de la population classe des candidats à une élection selon un ordre de préférence personnelle.
- On suppose que chaque candidat peut se trouver élu si la population choisit de façon adéquate son ordre de préférence. Autrement dit, la procédure de désignation n'élimine aucun candidat.
- On suppose qu'il y a au moins trois candidats.
- La procédure de désignation est dite manipulable s'il existe un votant i dont la liste de préférence est R et telle que, s'il décide de changer son choix en R' qui ne correspond pas à ses préférences, alors l'élu choisi après son nouveau choix sera mieux placé dans ses préférences que l'élu choisi avec ses préférences initiales.

Alors la procédure de désignation est non manipulable si et seulement si elle est dictatoriale.
Dans la pratique, les procédures de désignation sont manipulables et il est fréquent qu'un votant ayant les préférences A > B > C vote pour B afin d'être sûr de ne pas voir C élu.

## Exemples d'application

### Système par points cumulés
Dans le cas des courses automobiles, chaque voiture remporte des points à chaque épreuve selon son ordre d'arrivée. Le plus grand total remporte la compétition. Ce dispositif passe d'un ensemble de classements à un classement global ; il est universel, souverain, monotone, mais il n'est pas indifférent aux alternatives non-pertinentes.
Deux écuries (A et B) de deux voitures chacune (A1, A2 et B1, B2) sont à la fin d'une compétition, la dernière course est sur le point de s'achever. Le meneur A1 mène B1 de deux points au classement général, mais il est derrière lui et n'espère plus le rattraper. Loin devant eux, A2 et B2 sont seuls. Les points à l'arrivée sont attribués comme suit :
1er 10
2e 9
3e 6
4e 5
...
A1 devrait gagner la compétition, puisque B1 n'aura qu'un point de mieux. Mais, à ce moment-là, le directeur de l'écurie B peut demander à B2 d'abandonner la course : B1 sera alors deuxième à cette course et, à trois points de mieux que A, gagnera la compétition ! S'il fait ça, on peut même imaginer que A2 soit tenté d'abandonner pour permettre à A1 de n'arriver qu'à un point de B1, respectivement en deuxième et première position.
Cette situation montre bien qu'un système par points cumulés n'est pas indifférent aux alternatives non pertinentes, ou encore que la procédure de désignation du vainqueur est manipulable, au sens Gibbard-Satterthwaite.

### Appel d'offres pour les marchés publics
De même, on peut espérer que les comités d'expertise qui retiennent un projet selon plusieurs critères sont monotones et souverains, indifférents aux options non pertinentes.
La pondération n'assure cependant pas l'indépendance des alternatives étrangères. Pour pouvoir adjuger valablement un marché, pour chaque critère, il est nécessaire d'avoir deux niveaux d'attractivité (ou éventuellement de performance) sur ceux-ci. Sans l'introduction de ces deux niveaux de performance, selon Jean-Claude Vansnick, les poids introduits ne permettent pas d'assurer la signifiance des opérations mathématiques effectuées (dont notamment la non-assurance du respect de l'indifférence aux options non pertinentes).

### Vidéographie
- Illustration du théorème d'Arrow et du système du jugement majoritaire